# Vernaison (rivière)
Pour les articles homonymes, voir Vernaison (homonymie).
La Vernaison ou Vernaisson est une petite rivière française qui coule sur le massif du Vercors, dans le nord du département de la Drôme, au sein du parc naturel régional du Vercors. C'est un sous-affluent du Rhône par la Bourne et l'Isère.

## Géographie

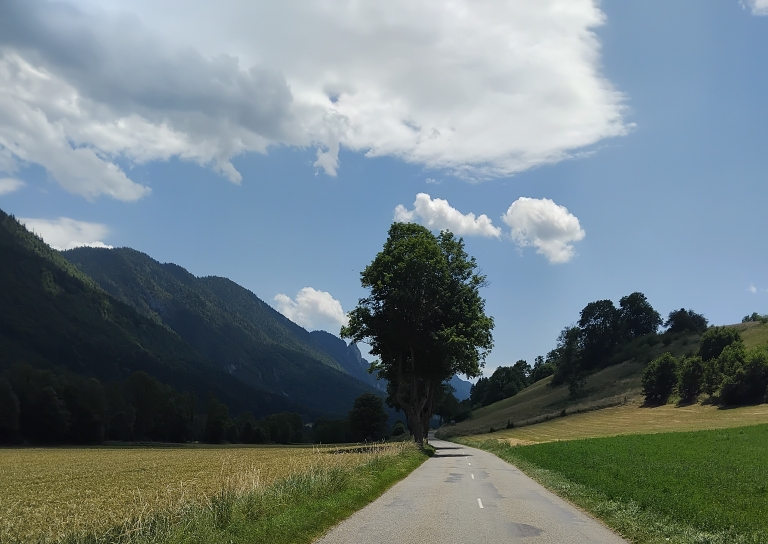
Vallée de la Vernaison à Saint-Aignan

La longueur de son cours d'eau est de 31,8 km. Elle se jette dans la Bourne, au milieu du village de Pont-en-Royans. Elle reçoit les apports réduits de deux courts ruisseaux : l'Adouin et le Buyèche.
Après un parcours quasi rectiligne sud nord, au fond du val de Saint-Agnan-en-Vercors ou synclinal médian du Vercors, la Vernaison effectue un brusque virage à l'ouest pour s'enfoncer profondément dans les Grands Goulets, au lieu-dit les Barraques-en-Vercors. Ces gorges spectaculaires, d'abord très étroites puis très hautes et larges, se confondent au niveau de la confluence avec la Bourne avec les gorges de la Bourne où s'ouvrent de magnifiques et célèbres cavités naturelles (porche de Bournillon, grottes de Choranche, etc.).
Bien que sa longueur et son débit soient modestes, la Vernaison présente un parcours remarquable sur le grand massif karstique du Vercors.

### Communes et cantons traversés
Dans les deux départements de la Drôme et de l'Isère, la Vernaison traverse les sept communes suivantes de Sainte-Eulalie-en-Royans, Pont-en-Royans, Châtelus, Échevis, La Chapelle-en-Vercors, Saint-Martin-en-Vercors, Saint-Agnan-en-Vercors.

### Bassin versant
La Vernaison traverse une seule zone hydrographique La Bourne de la Doulouche à la Vernaison inclus (W333) de 557 km2 de superficie. ce bassin versant est constitué à 79,24 % de « forêts et milieux semi-naturels », à 19,21 % de « territoires agricoles », à 1,60 % de « territoires artificialisés ». 

## Hydronymie
Le nom de cette rivière dériverait de la racine gauloise *verno « aulne » et signifierait « cours d'eau bordé d'aulnes »[réf. nécessaire]).

Pendant la Révolution française, en 1793, la commune de Saint-Agnan-en-Vercors prend provisoirement le nom de Vernaison. 

## Affluents
La Vernaison a trois affluents référencés :
- le ruisseau Luire,
- l'Auduin, avec un affluent :
  - le Buyèche,
- le ruisseau des Lants,

Donc son rang de Strahler est de trois.

## Hydrologie

### La Vernaison à Pont-en-Royans
La Vernaison a été observée à la station W3355010 - La Vernaison à Pont-en-Royans, à 198 m d'altitude  pour un bassin versant de 281 km2  depuis le 1er mai 1964 .
Le module de la Vernaison a été observé et calculé à Pont-en-Royans. Il se monte à 1,69 m3/s pour une surface de bassin de 281 km2. 
La rivière présente des fluctuations saisonnières de débit typiques d'un régime pluvial à composante nivale, présentant des hautes eaux de printemps partiellement dues à la fonte des neiges et portant le débit mensuel moyen au niveau de 2,25 à 3 m3/s de mars à mai inclus (avec un maximum en avril), suivies d'une baisse très progressive du débit aboutissant à une courte période d'étiage en août, entraînant une baisse du débit moyen mensuel jusqu'à 0,55 m3/s au mois d'août. Par après, le débit remonte rapidement pour atteindre un second maximum en novembre (2 m3/s), lui-même suivi d'une nouvelle et lègère baisse en hiver (deuxième minimum moyen de 1,67 m3/s en janvier).

### Étiage ou basses eaux
Le VCN3 peut chuter jusque 0,112 m3/s, en cas de période décennale sèche.

### Crues
Les crues peuvent être relativement importantes pour une petite rivière. En effet, le QIX 2 et le QIX 5 valent respectivement 25,8 et 39,6 m3/s. Le QIX 10 est de 48,7 m3/s, les QIX 20 et le QIX 50 n'ont pas été calculés.
Le débit instantané maximal enregistré à Pont-en-Royans est de 106 m3/s. Quant au plus important débit journalier observé, il était de 72,2 m3/s.

### Lame d'eau et débit spécifique
La lame d'eau écoulée du bassin versant de la rivière est de 190 millimètres annuellement, ce qui est fort bas dans le secteur du Vercors (847 millimètres par an pour la totalité du bassin de la Bourne). Le débit spécifique (Qsp) se limite ainsi à 6,0 litres par seconde et par kilomètre carré de bassin.
Le faible débit de la source pérenne est considérablement augmenté, en période de fortes précipitations durables, par l'émission spectaculaire de l'exurgence karstique de la Luire. Les habitants de la région parlent alors de crevaison de la Luire ou de percée de la Luire. La faiblesse du débit de la Vernaison, comparé à son bassin versant, suggère que cette rivière possède aussi un cours souterrain, dont les spéléologues s'ingénient à percer le secret.

## Gestion et protection
La Vernaison constitue une ressource pérenne en eau de surface, rare sur le massif karstique du Vercors. C'est aussi une rivière piscicole réputée. La Vernaison et l'ensemble de son bassin versant sont gérés et protégés dans le cadre du contrat de rivière Vercors eau pure.